# Klaus Bernhard Gablenz

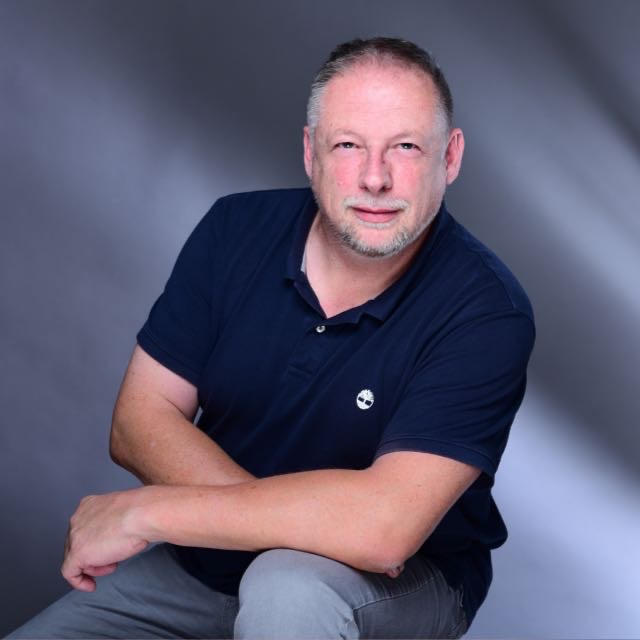
Klaus Gablenz, 2020

Klaus Bernhard Gablenz (* 7. Dezember 1967 in Karlsruhe) ist ein deutscher Bautechniker, Betriebswirt und Fachbuchautor.

## Leben
Gablenz ist Fachbuchautor, Staatlich geprüfter Bautechniker und Geprüfter Technischer Betriebswirt. Er arbeitet als Experte für Grundstückswertermittlung, Bewertung von Unternehmen und Zubehör, Bewertung kommunaler und kirchlicher Vermögen sowie Bewertung von Schäden und Mängeln an Bauwerken. Gablenz ist Spezialist für professionelles Projektmanagement. Er arbeitet zudem als eigenständiger Fachjournalist im Bereich der Wirtschafts- und Bauwissenschaften.
Gablenz entwickelte u. a. die MC-Verfahrensfamilie (Monte-Carlo-Ertragswert-, Monte-Carlo-Sachwert-, Monte-Carlo-Discounted-Cash-Flow- und Monte-Carlo-Residualwertverfahren) sowie Automatismen zur Bewertung von Großimmobilienbeständen mit unterschiedlichen Fragestellungen. Darüber hinaus entwickelte er Verfahren zur Bemessung von Geruchs- und Erschütterungsimmissionen und deren Auswirkung auf Verkehrswerte von Grundstücken. Die gegebenen Verfahren zur Bewertung optischer Mängel wurden von Gablenz fortgeführt und weiterentwickelt.
Die von ihm entwickelten Verfahren zur visuellen Zustandserfassung von Straßen, Plätzen und Wegen sind teilweise Gegenstand von landesspezifischen Rechtsverordnungen (z. B. Verwaltungsvorschrift zur Thüringer Gemeindebewertungsverordnung, S. 371 ff). Im Rahmen der Routinebewertung von Ingenieurbauwerken stellt das von ihm entwickelte Verfahren Monitoring, Measurement and Technical Protocol for Infrastructure (MMTPI) ein wesentliches Handlungsinstrument für die technische Dokumentation und bautechnische Bewertung kommunalen Eigentums dar.
Er ist leitender Chefredakteur der elektronischen Fachzeitschrift Science of Build & Estate des gleichnamigen Instituts seit 1997.

## Veröffentlichungen (Auswahl)
- Rechte und Belastungen in der Grundstücksbewertung: systematische Erfassung wesentlicher wertbeeinflussender Faktoren, Werner Verlag, 1. Aufl. 1997, Düsseldorf 2. Auflage 2000, Düsseldorf, ISBN 978-3-8041-1817-1; Wendelin Verlag, 3. Aufl. 2005 Eppingen, ISBN 978-3-481-02359-1, Rudolf-Müller-Verlag, 4. Aufl. 2008, Köln, ISBN 978-3-481-02359-1
- Wertermittlung eines Boardinghauses: Mustergutachten. Wendelin Verlag, Eppingen 1998, ISBN 978-3-9805833-5-0.
- Verkehrswertermittlung von landwirtschaftlichen Grundstücken: Handbuch mit Erläuterungen, Praxisbeispielen und Hinweisen für den Erbfall. Bundesanzeiger Verlag, Köln 1998, ISBN 978-3-88784-789-0.
- Tabellenwerk der Grundstückswertermittlung: Sammlung von Arbeitstabellen zur Wertermittlung. Wendelin Verlag, Eppingen 1998, ISBN 978-3-9805833-4-3.
- Rechtsprechung zur Haftung von Bewertungssachverständigen: Sammlung und Kommentar von Urteilen, Wendelin Verlag, Eppingen 1998, ISBN 978-3-9805833-7-4
- Prüfung von Grundstückswertermittlungen, Wendelin Verlag, Eppingen 1998, ISBN 978-3-9805833-8-1
- Ertragsklassifizierungen land- und forstwirtschaftlicher Grundstücke, Wendelin Verlag, Eppingen 1998, ISBN 978-3-9805833-2-9
- Die Bewertung von Grundbesitz im Erbfall und bei Schenkung: zur Bedarfswertermittlung bei landwirtschaftlichen Grundstücken, Wendelin Verlag, Eppingen 1998, ISBN 978-3-9805833-1-2
- Der Sachverständigenvertrag: Mustervertrag für Grundstückssachverständige, Wendelin Verlag, Eppingen 1998, ISBN 978-3-9805833-6-7
- Immobilienzwangsversteigerung: 99 Fragen und Antworten, Verlag für Bauwesen, Berlin, 1999, ISBN 978-3-345-00704-0.
- Grundstücks-Wertermittlung: leicht verständlich, Verlag für Bauwesen, Berlin, 1999, ISBN 978-3-345-00683-8
- Der Wert meines Grundstücks: 222 Fragen und Antworten, Verlag für Bauwesen, Berlin, 1999, ISBN 978-3-345-00703-3
- Beiträge in:
  - Gabler Bank Lexikon, Springer Verlag, Berlin, 2002, ISBN 978-3-409-46116-0
  - Gabler Lexikon Corporate Finance, Springer Verlag, Berlin, 2003, ISBN 978-3-409-19503-4
  - Gabler Lexikon Logistik, Springer Verlag, Berlin, 2004, ISBN 978-3-409-39502-1
  - Gabler Lexikon Medienwirtschaft, Springer Verlag, Berlin, 2004, ISBN 978-3-409-12451-5
  - Gabler Wirtschaftslexikon. Designausgabe, Springer Verlag, Berlin, 2004, ISBN 978-3-409-12444-7
- Learning by working: [ein Leitfaden zum richtigen Lernen und Schreiben], Pro Business Verlag, Berlin, 2003, ISBN 978-3-934529-89-2
- Mietwertermittlung, Wendelin Verlag, Eppingen, 2004, ISBN 978-3-933835-00-0
- Bautechnische Beiträge im Lexikon zur VOB. Rewi Verlag, Waltenhofen 2004.
- Bewertung immaterieller Wirtschaftsgüter, Pro Business Verlag, Berlin, 2004, ISBN 978-3-933835-01-7
- Bewertung von Kirchen und kirchlichen Zwecken dienenden Flächen. In: Sven Bienert (Hrsg.): Bewertung von Spezialimmobilien. Risiken, Benchmarks und Methoden. Gabler Verlag, Wiesbaden 2005, ISBN 978-3-663-01570-3, S. 837–855.
- Repetitorium der Grundstücks- und Beleihungswertermittlung: 585 Prüfungsfragen und Antworten, Wendelin Verlag Eppingen, 2005, ISBN 978-3-938262-54-2
- Immobilienzwangsversteigerung: 111 Fragen und Antworten, Verlag für Bauwesen, Berlin, 2005, ISBN 978-3-938262-62-7
- Grundstückswertermittlung leicht verständlich. 4. Auflage. Beuth Verlag, Berlin, 2005, ISBN 978-3-345-00826-9.
- DRK Elsenz 100 Jahre: 1906-2006, Pro Business Verlag, Berlin, 2006, ISBN 978-3-933835-11-6
- Dokumentation über die Datenerhebung und Dateneingabe im PEP und im SAVIC für den Bereich "Bewertung kommunalen Vermögens" für die Unternehmensgruppe Science of Build & Estate, Wendelin Verlag, Eppingen, 2008, ISBN 978-3-933835-08-6.
- Doppische Zahlen. Statistische Zahlen rund um die Einführung der Doppik (Reihe Kommunale Texte), Jüngling Verlag, Unterschleißheim, 2008, ISBN 978-3-937358-29-1
- Leitfaden zur neuen Wertermittlung : die ImmoWertV in Theorie und PraxisJahrbuch, Weka-Verlag, Kissing, 2010, ISBN
- Praxishandbuch Immobilienbewertung, Teil: Grundwerk und Aktualisierungs- und Erg.-Lfg. 1, Weka-Verlag, Kissing, ab 2013, ISBN 978-3-8111-6227-3
- Grundstückswertermittlung für Praktiker : Bewertung nach ImmoWertV, Beuth Verlag, Berlin, 2014, ISBN  978-3-410-22088-6
- Immobilienbewertung leicht gemacht. – Gutachtenkatalog mit Mustervorlagen – Präzise und komfortable Berechnungsvorlagen für Excel – Rechtssichere und praxiserprobte Verfahren und Richtlinien der Wertermittlung, Weka-Verlag, Kissing, 2015, ISBN 978-3-8277-6226-9
- Praxishandbuch Immobilienbewertung : neue und bewährte Instrumente zur Wertermittlung, Praxistipps zu jedem Bewertungsfall, Sonderimmobilien sicher im Griff, Weka-Verlag, Kissing, 2012
- Bauschäden im Bild: aktuelles Praxishandbuch mit Fallbeispielen nach Bauteilen zur rechtssicheren Schadensanalyse und -vermeidung, Weka-Verlag, Kissing, 2015, ISBN 978-3-8277-6226-9
- Das Thing: Eine Vorstufe heutiger Rechtssysteme? Eigenverlag, 2017, ISBN 978-1-5207-0816-4.
- Risse in Decken und Wänden, Heckert, Augsburg, 2012
- Doppische Bewertung leicht verständlich, Jüngling Verlag, Unterschleißheim, 2007, ISBN 978-3-937358-19-2
- 100 Ausgaben Build & Estate, Wendelin Verlag, Eppingen, 2010
- Sachwerte: berechnen und bewerten, Wendelin Verlag, Eppingen, 2012
- Artikel im Forum Verlag 
  - Gesamtschuldnerische Haftung bei Rissen, Forum Verlag, Merching, 2010
  - Spannungen als Rissursache in Betonbauteilen, Forum Verlag, Merching, 2010
  - Schadensersatzansprüche von Mietern bei Schäden durch Tiefbauarbeiten, Forum Verlag, Merching, 2010
  - Nachbarrechtlicher Entschädigungsanspruch durch Tiefbauarbeiten, Forum Verlag, Merching, 2010
  - Gesamtschuldnerische Haftung für Risse, Forum Verlag, Merching, 2010
  - Amtshaftung bei Schäden, Forum Verlag, Merching, 2010
  - Risse im Nachbargebäude nach Tiefbauarbeiten, Forum Verlag, Merching, 2010
  - Rissbildung im Alt- und Neubau, Forum Verlag, Merching, 2010
  - Folgehaftung bei mangelhafter Vorleistung, Forum Verlag, Merching, 2010
  - Schäden durch wilden Wein, Forum Verlag, Merching, 2010
  - Rammungen – wer haftet?, Forum Verlag, Merching, 2010
  - Sichtflächenschäden, Forum Verlag, Merching, 2010
  - Produkthaftung bei mangelhafter Auffüllung, Forum Verlag, Merching, 2010
  - Risse im Gussasphaltboden einer Lagerhalle, Forum Verlag, Merching, 2010
  - Risse in Kelleraußenwänden eines Doppelhauses, Forum Verlag, Merching, 2010
  - Risse im Innenputz eines Bürogebäudes, Forum Verlag, Merching, 2010
  - Risse in Reinwasserbehältern einer Trinkwasseraufbereitungsanlage, Forum Verlag, Merching, 2010
  - Risse im Nachbargebäude nach Verdichtungsarbeiten, Forum Verlag, Merching, 2010
  - Rammarbeiten für Schäden an Nachbargrundstück ursächlich? Forum Verlag, Merching, 2010
  - Risse im Nachbargebäude nach Abbrucharbeiten, Forum Verlag, Merching 2010.
  - Standsicherheitsbeeinträchtigung durch fehlendes Grundwasser, Forum Verlag, Merching 2010.
  - Parkdeck – Mängel durch Risse? Forum Verlag, Merching 2010.
  - Risse in braunen Wannen, Forum Verlag, Merching 2010.
- Monte Carlo hilft bei Unsicherheiten. (= Serie Wertermittlungsverfahren. Teil 15). In: Immobilienzeitung. (Wiesbaden) 26. Juli 2007.
- Wertermittlungen von dinglich begründeten Teilzeitnutzungsrechten an Wohngebäuden (Time-Sharing), RWS Verlag, Köln 2011.
- Das Dreieckstuch – Anwendungen in Theorie und Praxis, Books on Demand, Norderstedt 2020, ISBN 978-3-7504-9457-2.
- 700 Jahre Meyhen+ – Motive und Erinnerungen, Books on Demand, Norderstedt 2021, ISBN 978-3-7557-3266-2.
- Das Grünspan Buch – Bewertung von NFTs, Books on Demand, Norderstedt 2022, ISBN 978-3-7557-3373-7